# Le Temps (Checa)
Pour les articles homonymes, voir Le Temps.
Le Temps est une peinture à l'huile sur toile du peintre espagnol Ulpiano Checa y Sanz, créée à la fin du XIXe  ou au début du XXe siècle, et conservée dans une collection privée. 
Il représente un cavalier armé d'une faux, montant un cheval noir au regard terrifié. 

## Réalisation
Ulpiano Checa a consacré ses œuvres les plus importantes à des sujets mythologiques et historiques. Il montre une maîtrise de l'anatomie du cheval bien supérieure à celles des autres peintres espagnols de son époque. À l'époque de la création de ce tableau, il vit à Paris, son atelier étant installé dans la rue du Faubourg-Saint-Honoré,.

## Description
Dans cette peinture, Checa déforme volontairement la morphologie du cheval afin de transmettre une impression de mouvement. Le regard du cheval témoigne de sa sensation de terreur. 

Détails du tableau
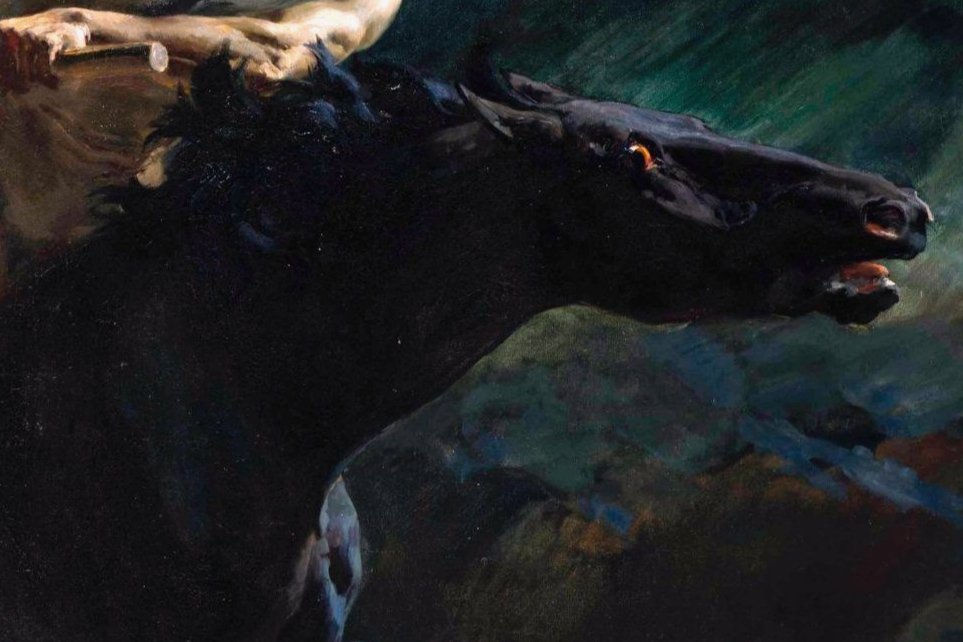
Tête du cheval noir.
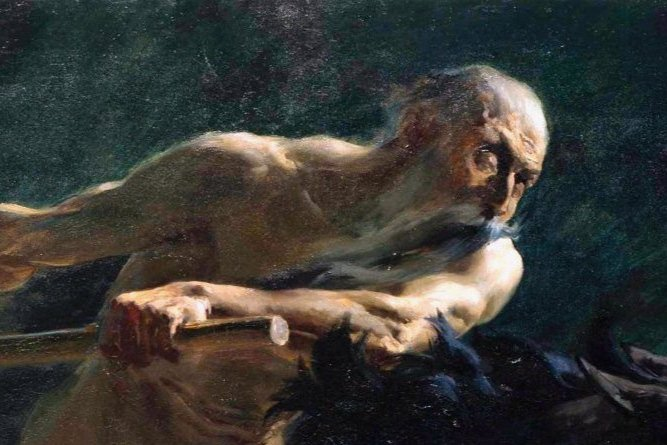
Le dieu du temps, Chronos.
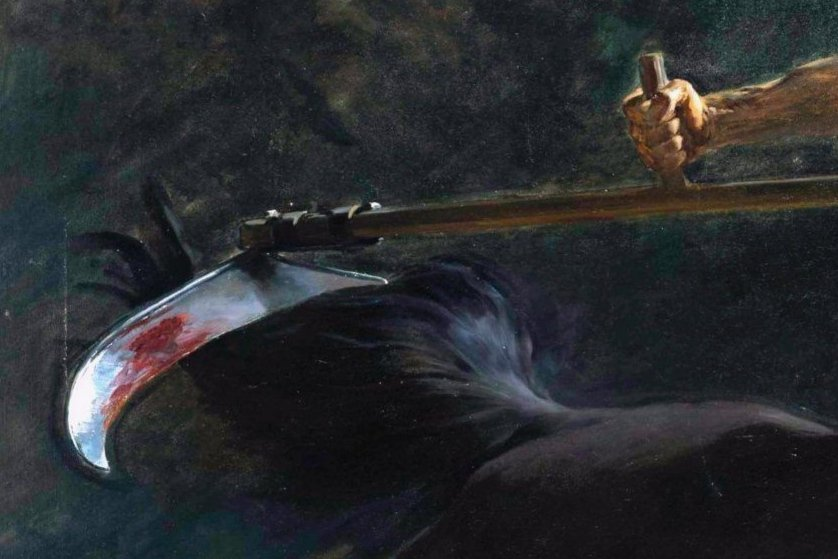
Faux ensanglantée.

L’œuvre mesure 160 × 240,4 cm ; il s'agit d'une peinture à l'huile sur toile. Le tableau est signé « U. Checa » en bas à droite.

## Historique
Le tableau a été exposé à Paris au Salon des artistes français, en 1908 puis en 1910, sous les numéros 377 puis 161. Le Temps est désormais conservé dans une collection particulière. Il a été vendu aux enchères en décembre 2018 pour la somme de 37 500 €.
Ce tableau est prêté au château de Versailles à partir de juillet 2024, pour l'exposition « Cheval en Majesté »,.